# جورج إم. يونغ
جورج إم. يونغ هو قاضي ومحامي وسياسي أمريكي، ولد في 11 ديسمبر 1870 في Howick, Ontario ‏ في كندا، وتوفي في 27 مايو 1932 في نيويورك في الولايات المتحدة. نشط حزبياً في الحزب الجمهوري. وقد انتخب عضو مجلس ولاية داكوتا الشمالية ‏ وانتخب عضو مجلس نواب داكوتا الشمالية ‏ وانتخب عضو مجلس النواب الأمريكي.